# Andrijan Lah
Andrijan Lah, slovenski pisec učbenikov, literarni zgodovinar, bibliotekar, leksikograf, * 2. oktober 1934, Ljubljana, † 13. maj 2024, Ptuj.

## Življenjepis
Andrijan Lah je po končani klasični gimnaziji nadaljeval šolanje na Filozofski fakulteti v Ljubljani, kjer je leta 1960 diplomiral iz slavistike in komparativistike. Sprva je delal kot profesor v Celju, nato na gimnaziji za Bežigradom. V letih 1980–86 je bil mdr. bibliotekar v Slovanski knjižnici v Ljubljani, od 1987 do 1997 pa samostojni kulturni ustvarjalec. Pisal je gledališke in leposlovne ocene za reviji Sodobnost in Dialogi. Poleg tega raziskuje razvoj književnosti, ki ga je prikazal z izvirno metodo, izoblikovano na podlagi poznavanja izobraževalnih ciljev. Pisal je strokovne, poljudnoznanstvene članke in učbenike, napisal pa je tudi več 100 enciklopedijskih ter leksikonskih geselskih člankov. Oče Ivan Lah je bil pisec romanov ter slavist in profesor na mestni gimnaziji za dekleta v Ljubljani.

## Dela
- Leksikon nobelovcev, ur. Janko Moder, 1986 (COBISS)
- Sto let pozneje: izbor mladostne kratke proze, ur. Andrijan Lah, 2004 (COBISS)
- Vse strani sveta: slovensko potopisje od Knobleharja do naših dni, 1999 (COBISS)
- Mali pregled lahke književnosti, 1997 (COBISS)
- Pregled svetovne in slovenske književnosti [Računalniška datoteka], 1997 (COBISS)
- Slovenski književniki in književnice v komunističnih zaporih, 2017